# Trompa
Trompa (od franc. riječi trompe, u značenju varka ili lovački rog) je naziv za konstruktivno rješenje prijelaza s kvadratičnog tlocrta u poligonalni ili kružni, čime se dobiva osnova za izgradnju kupole.
Trompa ima oblik konične (ljevkaste) niše: ona smanjuje raspon između kvadratične osnove ziđa i stvara osnovu za uravnoteženo preuzimanje sila potiska tambura i kupole.
Trompe se u previlu upotrebljavaju pri kupolnome presvođivanju manjih kvadratičnih prostora a javljaju se u graditeljstvu Istoka i europskom graditeljstvu srednjega vijeka.
Nešto mlađi, te tehnički i estetski savršeniji prijelaz s kvadratične osnove ziđa na kružnu osnovu kupole je onaj izveden pomoću pandantiva.